# جورتلكو شيمليولوي
جورتلكو شيمليولوي (المجرية: Somlyógyőrtelek أو ببساطة Győrtelek) هي مدينة في ترانسيلفانيا
(سالاج), رومانيا. معروفة أيضاً بأسم جورتلك أو جورتلكو في رومانيا.

## الجغرافيا
تقع في الشمال الغربي من مقاطعة سالاج في الأحواض الهيدروغرافية لنهر كراسنا في سفح كوستا لوي داميان.
يتدفق نهر كراسنا عبر جورتلكو شیملیولوي، حيث الخزان فارسولت يمنع الفيضانات.
علو منخفض: 267 متر فوق مستوى سطح البحر
Lat. E 47° 18'0"; Long N 22° 48' 0"
المنطقة الزمنية (est): UTC +2 (+3 DT)
الرمز البريدي: 457238

## المستوطنات المجاورة
الغربية: سوروشا (1.7 نم)
الشمال: ميرشتي (1.0 نم) شمال: ميرشتي (1.0 نم)
الشرق: ليشوا (2.0 نم), ماغورا (2.0 نم), سلوفاتشي (2.0 نم)
الجنوب: سيهيو (3,1 نم) ، سيهيو-بوستا (3,1 نم) ، شيملو سيلفانيي (4,0 نم) ، باداسين (3,6 نم)

## الطقس
مناخ قاري يتميز بفصل صيف حار جاف وشتاء بارد.
متوسط درجة الحرارة في كانون الثاني / يناير هو -3 °م في تموز / يوليو 21.1 °م متوسط هطول الأمطار السنوي هو 627 ملم; بعض الرياح من غرب المحيط الأطلسي خلال فصل الشتاء والخريف.
درجات الحرارة في فصل الشتاء غالبا ما تكون أقل من 0 °م، على الرغم من أن نادراً ما تصل إلى أقل من -10 °م. في المتوسط، يغطي الثلج الأرض لحوالي 65 يوماً في كل شتاء.
في الصيف يبلغ متوسط درجة الحرارة حوالي 18 °م (متوسط شهري يوليو وأغسطس)، على الرغم من حقيقة أنه في بعض الأحيان تصل درجات الحرارة من 35 °م إلى 40 °م في منتصف الصيف. وعلى الرغم من أن متوسط هطول الأمطار والرطوبة خلال فصل الصيف منخفضة، فمن النادر أن تتساقط الأمطار الثقيلة في كثير من الأحيان مصحوبة بعواصف عنيفة.
خلال فصلي الربيع والخريف، تتراوح درجات حرارة بين 13 إلى 18 °م، ويميل هطول الأمطار خلال هذا الوقت إلى أن يكون أعلى في فصل الصيف، بفترات من المطر أكثر اعتدالا.

## السياحة
تقع على بعد 25 كم من طريق ترانسيلفانيا السريع. تنوع المناظر الطبيعية والمناظر الجميلة التي تحيط بجورتلكو شیملیولوي. 

## التركيبة السكانية
من تعداد عام 2002 كانت هناك 1149 شخص يقيمون في جورتلكو شیملیولوي.
هناك تزايد بنسبة كبار السن في المجتمع وولأجل العمل الكثير من سكانها يعيشون في أماكن مختلفة من الاتحاد الأوروبي.

## الأقتصاد
```
يعتمد أقتصاد جورتلكو شیملیولوي في الأساس على الزراعة، زراعة الحبوب، البطاطا. في السنوات القليلة الماضية تربية-الماشية أيضاً في تقدم. وفي السنوات الأخيرة، تربية الثروة الحيوانية. 
```

الأراضي الزراعية على طول نهر كراسنا مناسبة للزراعة وخاصة كرمة العنب.

## القانون والحكومة
هي جزء من بلدية ميرستي، سالاج مقاطعة كريشانا, ترانسيلفانيا، رومانيا، الاتحاد الأوروبي.

## المعتقدات الدينية
تقليدياً, هي مجتمع متعدد الأديان، هناك سكان مسيحيين من الروم الكاثوليك والأرثوذكس واليهود والكاثوليك والبروتستانت، البروتستانت الجدد، الخ

## التاريخ
أول الوثائق المكتوبة من جورتلكو شیملیولوي تعود إلى 1259. أقتصادياً وسياسياً، كان تأثير عائلة باثوري قوياً جداً حتى القرن الـ 18، تقع القلعة ذات التأثيرا في أوروبا الوسطى في شیملیولوي سيلفانيي على بعد 7 كم من جورتلكو شیملیولوي. ولا يزال أسم جورتلكو شیملیولوي يُظهر هذا التأثير.
ذات موقع أستراتيجي، ومحصن, كوستا لوي داميان لفت مختلف المجتمعات البشرية الباحثة عن الأمان لآلاف السنين. وعلى هذا النحو، وفي مرات عديدة، المستوطنات الدفاعية القديمة الواقعة على كوستا لوي داميان قد دمرت من قبل الأخيرة. كانت جورتلكو شیملیولوي مأهولة بالفعل في العصر الحديدي ولقد أثبتت الحفريات الأثرية في كوستا لوي داميان ذلك.
| التعداد العام | نسمة  |
| ------------- | ----- |
| 2002          | 1,055 |
| 1992          | 1,149 |
| 1920          | 1,395 |
| 1910          | 1,322 |
| 1900          | 1,216 |
| 1890          | 1,059 |
| 1880          | 996   |
| 1869          | 1,190 |
| 1847          | 684   |
| 1750          | 231   |
| 1720          | 90    |
| 1715          | 72    |

تقليدياً، كانت عبارة عن مجتمع متعدد الأعراق، مختلفة اللغات والديانات كانت تمارس في جورتلكو شیملیولوي. وفقاً لتعداد عام 1715، 36 نسمة كانوا رومانيين و27 هنغاريين، و9 ألمان. ووفقاً لتعداد عام 1920، كان هناك 45 نسمة رومانيين، 36 مجريين و9 سلوفاكيين.
تعداد عام 1890 يدل على أن هناك 996 نسمة يتحدثون باللغة الرومانية، و54 بالمجرية، و9 يتحدثون بلغة أخرى. ووفقاً لنفس التعداد، 992 كانوا رومان كاثوليك، 43 يهود، 23 إنجيليين بروتستانت و1 كاثوليكي.

أثناء الاحتلال الألماني، تم ترحيل اليهود (مايو 1944) وقتل بعضهم في معسكرات الإبادة النازية. التي تقع في الشمال الشرقي من جورتلكو شیملیولوي، المقبرة اليهودية حالياً في حالة خراب.

## روابط خارجية
- http://www.donau-archaeologie.de/doku.php/kataloge/grabkatalog/g/giurtelec
- http://www.mek.oszk.hu/04700/04750/html/293.html
- http://sebok1.adatbank.transindex.ro/legbelso.php3?nev=Szilagy نسخة محفوظة 22 يناير 2009 على موقع واي باك مشين.
- http://ro.wikisource.org/wiki/Legea_nr._2/1968,_republicat%C4%83_%C3%AEn_1981/Anexa_1_-_Jude%C5%A3ul_S%C4%83laj
- http://harta.infoturism.ro/romania/Salaj/harta_Salaj.php
- http://www.photomagazine.ro/galeriefoto/pic_detail.php?image=7228&categ=9
- http://www.cimec.ro/scripts/Monumente/Culte/detaliu.asp?k=31123-1 نسخة محفوظة 3 مارس 2016 على موقع واي باك مشين.
- http://www.cjsj.ro/localitati/giurtelecusimleului.html نسخة محفوظة 18 أغسطس 2007 على موقع واي باك مشين.